# Leki urykozuryczne
Leki urykozuryczne, leki moczanopędne – leki powodujące zwiększenie wydalania kwasu moczowego, stosowane między innymi w terapii hiperurykemii, na przykład w przebiegu dny moczanowej.
Podstawowe leki urykozuryczne to:
- probenecyd
- benzbromaron
- sulfinpirazon
- lesinurad.

Oprócz tego uboczne działanie urykozuryczne wykazują inne leki, np. atorwastatyna, amlodypina, losartan, fenofibrat.